# Furtuna tropicală Washi (2011)

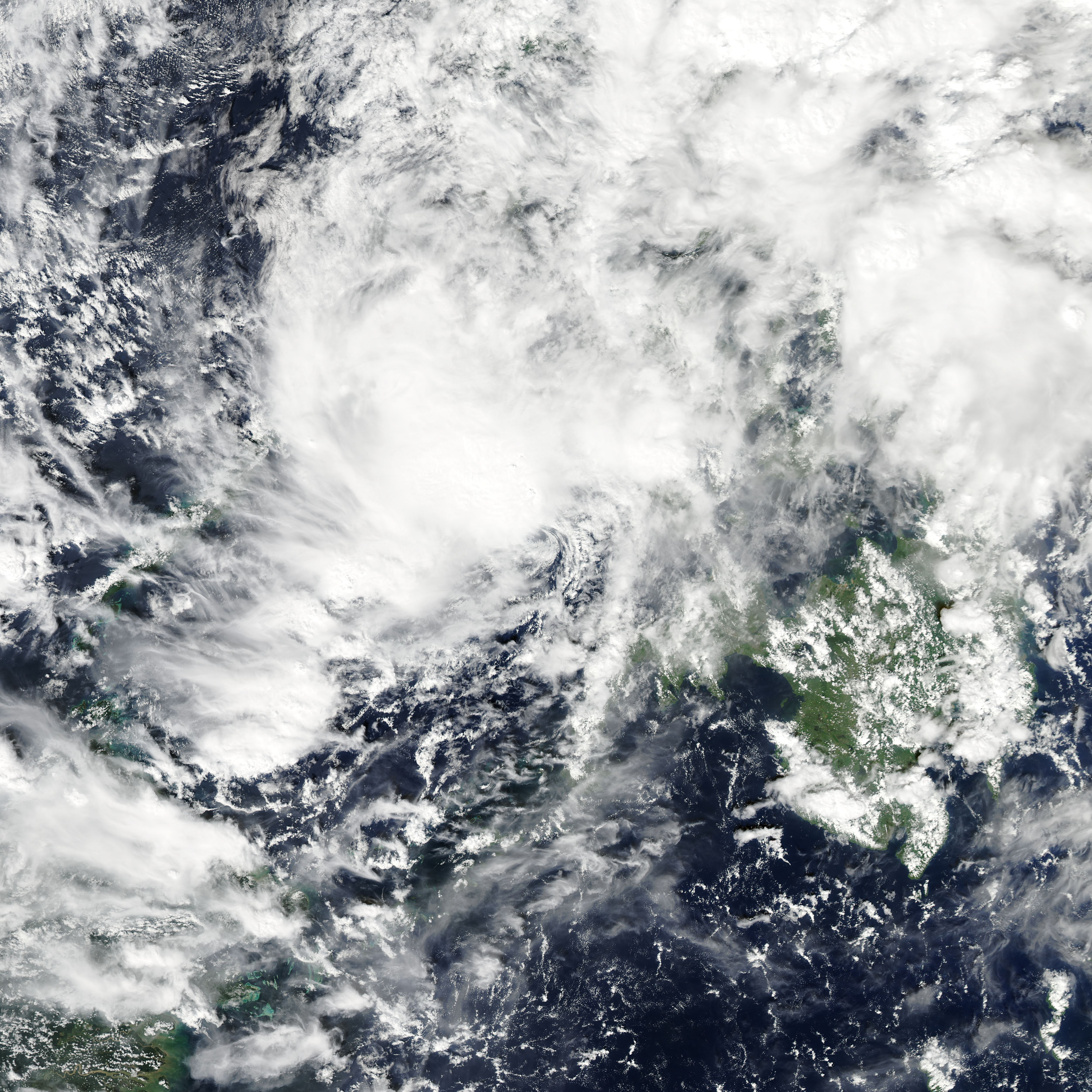
Furtuna tropicală Washi deasupra statului Filipine pe 17 decembrie 2011.

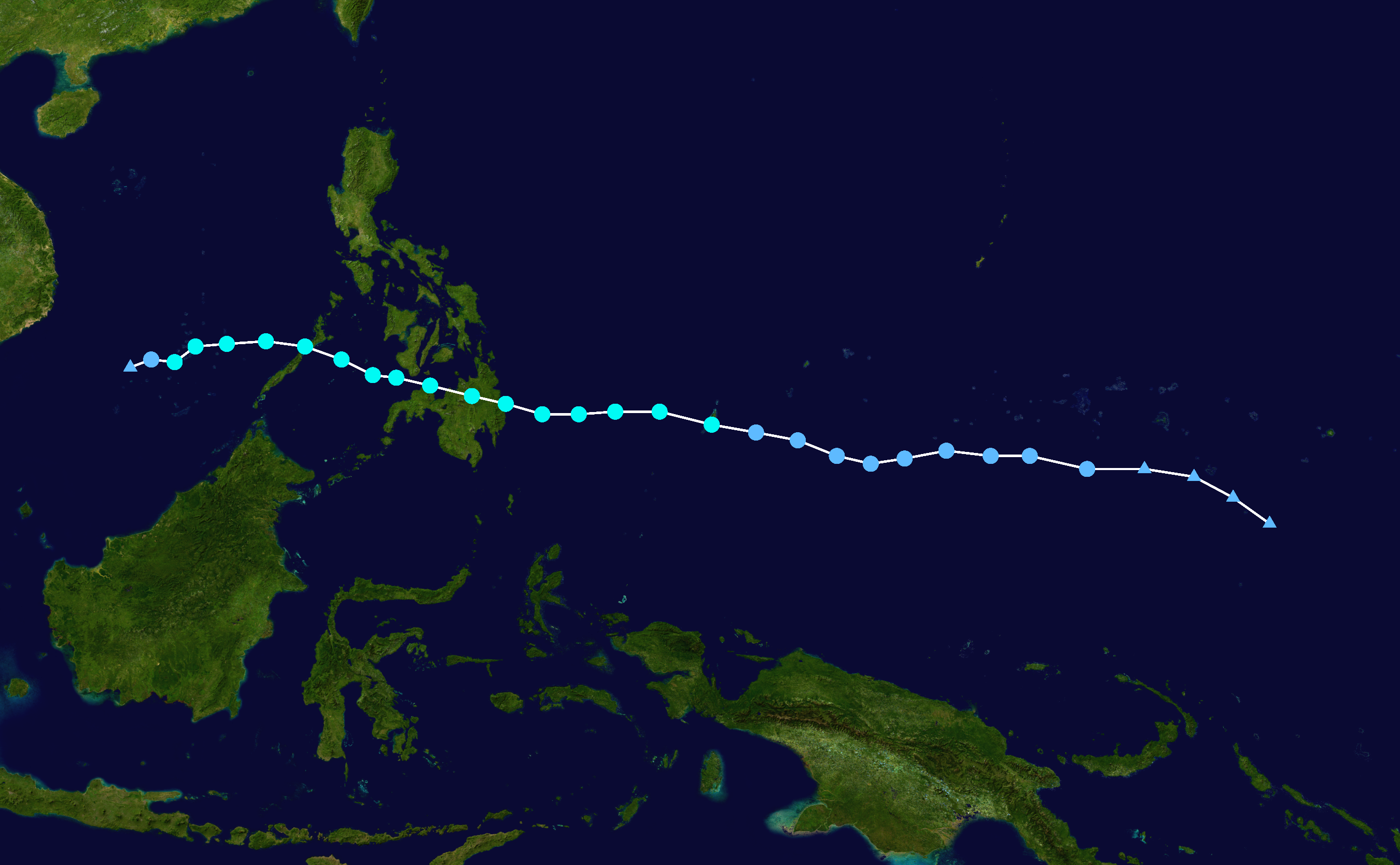
Direcţia ciclonului.

Furtuna tropicală Washi a fost un ciclon tropical care a cauzat distrugeri majore și moartea a peste 1.200 de persoane în statul Filipine. Washi, care înseamnă Vulturul în japoneză, a ajuns deasupra insulei Mindanao, a doua ca mărime din arhipelag, pe 16 decembrie 2011, a trecut prin marea Sulu și a ajuns a doua zi deasupra insulei Palawan. Inundațiile catastrofale declanșate de ciclon s-au soldat cu moartea a 1.275 de persoane și dispariția a cel puțin 85.

## Impact
Lovind Mindanao, o zonă în care cicloanele tropicale apar foarte rar, pe 16 decembrie, furtuna Washi a adus 10 de ore de ploi torențiale care au declanșat inundații dezastruoase. Unele zone au primit chiar mai mult de 200 mm de ploaie în această perioadă, iar râurile au fost deja umflate. Mii de locuitori se aflau încă la domiciliu când furtuna a lovit. În timpul nopții, sute de persoane au fost ucise datorită inundațiilor și multiplelor alunecări de teren care au distrus mai multe case aflate pe versantul muntelui. În unele zone, apele au crescut cu 3,3 m în mai puțin de o oră. Locuitorii zonelor afectate au fost forțați să se refugieze pe acoperișuri în mijlocul unor vânturi care băteau cu 90 km/h. Primarul din Iligan a considerat inundațiile ca fiind cele mai grave din istoria orașului. Mai mult de 2.000 de oameni au fost salvați din zonele cele mai afectate. Deși neconfirmat în dimineața zilei de 17 decembrie, un sat întreg a fost raportat ca fiind măturat de inundații.
Potrivit Crucii Roșii din Filipine, cel puțin 436 de persoane au murit, iar peste 400 au fost date dispărute.

## Urmări
În dimineața zilei de 17 decembrie a fost organizată o amplă operațiune de ajutor care a implicat evacuarea a 100.000 de oameni. Aproximativ 20.000 de soldați au fost mobilizați pentru a ajuta la eforturile de recuperare și evacuări. Paza de coastă filipineză a fost trimisă în căutarea persoanelor dispărute după ce s-a raportat că satele au fost măturate de mare. Șaizeci de oameni au fost salvați în largul coastei orașului El Salvador, Misamis Oriental și alți 120 în apele din apropierea localității Opol.

## Ajutor internațional
Ajutorul internațional a fost acordat victimelor furtunii tropicale Sendong (nume internațional: Washi) din Mindanao de Nord, Filipine.
- Australia

Guvernul australian a trimis un ajutor financiar în valoare de 1 milion A$.
- Coreea de Sud

Guvernul de la Seul a trimis un ajutor de 500.000 $.
- Danemarca

Guvernul danez a trimis o sumă de 300.000 de coroane în fonduri de urgență pentru articole de primă necesitate, cum ar fi alimente, apă, materiale sanitare, saltele și pături.
- Elveția

Șase membri ai Unității elvețiene de ajutor umanitar au fost trimiși în Mindanao pentru a asigura accesul la apa potabilă.
- Franța

Guvernul francez a alocat 50.000 € în fonduri de urgență.
- Indonezia

Guvernul din Indonezia a trimis 50.000 $ și s-a oferit să trimită echipe de căutare și salvare și echipe medicale.
- Japonia

Guvernul japonez a oferit 25 de milioane ¥ în bunuri cum ar fi rezervoare de apă și generatoare pentru victimele ciclonului.
- Malaysia

Guvernul din Malaysia a trimis o sumă de 100.000 $ pentru ajutor și reabilitare
- Națiunile Unite

Pe 21 decembrie 2011, Agenția Națiunilor Unite pentru ajutor de urgență a trimis fonduri în valoare de 3 milioane $ pentru îmbunătățirea apei și canalizare. Pe 22 decembrie, Departamentul Națiunilor Unite pentru probleme umanitare a anunțat un plan de a trimite 26,8 milioane $ pentru a ajuta victimele furtunii. Secretarul General al Națiunilor Unite, Ban Ki-moon, a declarat: „[Națiunile Unite] ar extinde orice ajutor este necesar celor care au fost afectați de dezastru.” Comisariatul Națiunilor Unite pentru refugiați a promis de asemenea să trimită 42 de tone de bunuri, iar UNICEF a făcut apel ca suma de 4,2 milioane $ să fie trimisă în Filipine.
- Regatul Unit

Crucea Roșie Britanică a trimis 140.000 £ pentru a sprijini eforturile de salvare.
- Republica Populară Chineză

Guvernul de la Beijing a trimis un ajutor în valoare de 1,1 milioane $.
- Singapore

Guvernul din Singapore a trimis fonduri de 50.000 SGD și bunuri în valoare de 27.800 SGD.
- Statele Unite ale Americii

Guvernul american a trimis o sumă de 100.000 $ pentru a sprijini eforturile de salvare. Ambasadorul țării, Harry K. Thomas Jr., și-a exprimat „condoleanțele sincere și simpatiile” față de cei afectați de furtuna. Agenția Statelor Unite pentru Dezvoltare Internațională, prin intermediul Biroului de asistență în caz de catastrofe externe, a oferit asistență imediată, dar și bunuri, cum ar fi truse de igienă, comprimate de purificare a apei și containere.
- Uniunea Europeană

Uniunea Europeană a alocat 3 milioane € pentru a oferi ajutor de urgență zecilor de mii de persoane afectate de furtună.